# Шмельковка
Шмельковка (баш. Шмельковка) — деревня в Янаульском районе Республики Башкортостан Российской Федерации. Входит в состав Истякского сельсовета.

## География

### Географическое положение
Деревня расположена на реке Буй при впадении в неё Каймашинки, у границы с Пермской областью. Расстояние до:
- районного центра (Янаул): 12 км,
- центра сельсовета (Истяк): 5 км,
- ближайшей ж/д станции (Янаул): 12 км.

## История
В 1896 году упоминается водяная мельница Шмелькова, расположенная в Байгузинской волости IV стана Бирского уезда Уфимской губернии, при ней было 4 двора и 45 жителей (21 мужчина и 24 женщины), кожевенный завод и сапожная мастерская.
Во время Великой Отечественной войны упоминается уже как деревня.
В 1982 году население составляло около 40 человек, рядом была расположена насосная станция.
В 1989 году — 10 человек (3 мужчины, 7 женщин).
В 1993 году посёлок участка консервного завода Истякского сельсовета Янаульского района переименован в посёлок Шмельковка.
В 2002 году — посёлок с населением в 15 человек (8 мужчин, 7 женщин), башкиры (53 %) и удмурты (40 %).
С 2006 года — вновь деревня.
В 2010 году в ней проживало 11 человек (4 мужчины, 7 женщин).

## Население
| 2002 | 2009 | 2010 |
| ---- | ---- | ---- |
| 15   | ↘8   | ↗11  |